# 38. Arany Málna-gála
A 38. Arany Málna-gálán (Razzies) – az Oscar-díj paródiájaként – az amerikai filmipar 2017. évi legrosszabb filmjeit, illetve azok alkotóit díjazták. A több mint 900 egyesült államokbeli és külföldi filmrajongó, kritikus, újságíró és filmes szakember G.R.A.F.-tag jelölése alapján összeállított végleges listát január 22-én hozták nyilvánosságra.
A 2017. év amerikai filmtermésből a legtöbb jelölést – nyolc kategóriában kilencet – a Transformers: Az utolsó lovag kapta, amelyet A sötét ötven árnyalata és A múmia követett nyolc, illetve hét jelöléssel. Négy-négy jelölést kapott Az Emoji-film és a Baywatch. Jack Sparrow kapitány kalandjait immár ötödik részben bemutató A Karib-tenger kalózai: Salazar bosszúja című kincsvadászos fantasyfilm két szereplője, Johnny Depp és Javier Bardem is az Arany Málna-díj esélyesei között van, de az alapítvány tagjai nem kíméltek más neves előadóművészt sem: a „legpocsékabb színészi teljesítményért” díjat „nyerhet” Tom Cruise, Russell Crowe, Mel Gibson, Goldie Hawn, Katherine Heigl, Anthony Hopkins, Susan Sarandon és Emma Watson.
A „győztesek” kihirdetésére a 90. Oscar-gála előtti napon, 2018. március 3-án került sor Los Angelesben.
A díjazás végül is nem tükrözte vissza a jelölések arányát. A legtöbb jelölést kapott Transformers-film megúszta a díjazást, és A sötét ötven árnyalata, amelyik a második legtöbb jelölést kapta, csupán két díjat vitt el (legrosszabb folytatás és legrosszabb női mellékszereplő). A díjazás története során most először lett legrosszabb egy animációs film: az Az Emoji-film mind a négy jelölését díjra váltották (legrosszabb film, forgatókönyv, rendező és filmes páros). A legrosszabb férfi főszereplő Tom Cruise lett, a legrosszabb női főszereplő pedig szintén férfi: Tyler Perry.
A díjkiosztást szervező alapítvány ez évben is bevonta a nagyközönséget a szavazásba a Rotten Tomatoes weblap segítségével. A „Rohadt paradicsom” olvasói február 15-től egy héten át ezúttal az Arany Málna díjra javasolt legrosszabb filmek listájáról szavazhattak arra az alkotásra, amely „Razzie-jelölt, tehát rothadt, amúgy meg szerették”, azaz az öt jelölt közül – tekintettel arra, hogy a kritikusok is tévedhetnek – ezúttal a legtöbb szavazatot kapott, azaz a legkevésbé elutasított  film „győzött”. A 38 140 olvasó 44,2%-a úgy döntött, hogy  az „elismerést” a 18%-os tetszési indexű Baywatch érdemelte ki. A díjazás másnapján Dwayne Johnson a film főszereplője és egyik ügyvezető producere közzétett a Twitteren egy videót, hogy örömmel elfogadja a díjat.
A harmadik alkalommal kiosztott Barry L. Bumstead-díjat, amit olyan kritikai vagy pénzügyi helyzetbe került alkotásnak ítélnek oda, amely akár Arany Málna-jelölést is kaphatott volna, ha időben meg nem bukik, a Bukós szakasz akció-vígjáték érdemelte ki. Ugyancsak odaítélték az Arany Málna-megváltó díjat, melyet ez évben a #MeToo és a #TimesUp mozgalmat támogatva Egy Biztonságos Hollywood-Mennyország kapott meg, amely a „művész-iparághoz nem illő, Razzie-méltó magatartás történetétől” eljutott abba az állapotba, „ahol a tehetséget védik, táplálják és megfelelő kompenzációval hagyják virágozni”. A győzteseket kihirdető videóba beillesztettek egy megemlékező blokkot Harvey Weinstein és azon művészek képeivel, akiket az elmúlt év során szexuális visszaélésekkel vádoltak; a blokk lezárásaként a „Nagyon sajnáljuk, de nem fogjuk hiányolni Önöket – vagy fajtájukat.” felirat olvasható.

## Az Arany Málna-szezon menetrendje
A díjátadó menetrendjét 2017. november 22-én hozták nyilvánosságra.
| Dátum              | Esemény                                                   |
| ------------------ | --------------------------------------------------------- |
| 2017. december 29. | A jelöltek kiválasztásának megkezdése e-mailen keresztül. |
| 2018. január 15.   | A jelöltekről történő szavazás lezárása.                  |
| 2018. január 22.   | A jelöltek bejelentése.                                   |
| 2018. február 9.   | A végső szavazás megkezdése e-mailen keresztül.           |
| 2018. február 25.  | A végső szavazás lezárása.                                |
| 2018. március 3.   | A 38. Arany Málna díjak kiosztásának bejelentése.         |

## Díjazottak és jelöltek
| „Győztes” |

| Kategória | „Győztesek” és Jelöltek |
| --- | ----------------------- |
| Legrosszabb film |                         |
| Az Emoji-film, producer: Michelle Raimo Kouyate (Columbia Pictures)                                                                        |                         |
| A múmia, producer: Sarah Bradshaw, Sean Daniel, Alex Kurtzman, Chris Morgan (Universal Pictures)                                           |                         |
| A sötét ötven árnyalata, producer: Dana Brunetti, Michael De Luca, E. L. James, Marcus Viscidi (Universal Pictures/Focus Features)         |                         |
| Baywatch, producer: Michael Berk, Gregory J. Bonann, Beau Flynn, Ivan Reitman, Douglas Schwartz (Paramount Pictures)                       |                         |
| Transformers: Az utolsó lovag, producer: Ian Bryce, Lorenzo di Bonaventura, Tom DeSanto, Don Murphy (Paramount Pictures)                   |                         |
| Legrosszabb előzményfilm, remake, koppintás vagy folytatás                                                                                 |                         |
| A sötét ötven árnyalata, producer: Dana Brunetti, Michael De Luca, E. L. James, Marcus Viscidi (Universal Pictures/Focus Features)         |                         |
| A múmia, producer: Sarah Bradshaw, Sean Daniel, Alex Kurtzman, Chris Morgan (Universal Pictures)                                           |                         |
| Baywatch, producer: Michael Berk, Gregory J. Bonann, Beau Flynn, Ivan Reitman, Douglas Schwartz (Paramount Pictures)                       |                         |
| Boo 2! A Madea Halloween, producer: Tyler Perry, Ozzie Areu, Will Areu (Lionsgate)                                                         |                         |
| Transformers: Az utolsó lovag, producer: Ian Bryce, Lorenzo di Bonaventura, Tom DeSanto, Don Murphy (Paramount Pictures)                   |                         |
| Legrosszabb férfi főszereplő |                         |
| Tom Cruise – A múmia mint Nick Morton |                         |
| Johnny Depp – A Karib-tenger kalózai: Salazar bosszúja mint Jack Sparrow kapitány                                                          |                         |
| Jamie Dornan – A sötét ötven árnyalata mint Christian Grey                                                                                 |                         |
| Zac Efron – Baywatch mint Matt Brody |                         |
| Mark Wahlberg – Megjött apuci 2. és Transformers: Az utolsó lovag mint Dusty Mayron és Cade Yeager                                         |                         |
| Legrosszabb női főszereplő |                         |
| Tyler Perry – Boo 2! A Madea Halloween mint Madea                                                                                          |                         |
| Katherine Heigl – Öldöklő szerelem mint Tessa Connover                                                                                     |                         |
| Dakota Johnson – A sötét ötven árnyalata mint Anastasia 'Ana' Steele                                                                       |                         |
| Jennifer Lawrence – anyám! mint Anya |                         |
| Emma Watson – A kör mint Mae Holland |                         |
| Legrosszabb férfi mellékszereplő |                         |
| Mel Gibson – Megjött apuci 2. mint Kurt Mayron                                                                                             |                         |
| Javier Bardem – anyám! és A Karib-tenger kalózai: Salazar bosszúja mint önmaga és Armando Salazar kapitány                                 |                         |
| Russell Crowe – A múmia mint Dr. Henry Jekyll                                                                                              |                         |
| Josh Duhamel – The Institute, The Show és Transformers: Az utolsó lovag mint William Lennox ezredes                                        |                         |
| Anthony Hopkins – Ütközés és Transformers: Az utolsó lovag mint Hagen Kahl és Sir Edmund Burton                                            |                         |
| Legrosszabb női mellékszereplő |                         |
| Kim Basinger – A sötét ötven árnyalata mint Elena Lincoln                                                                                  |                         |
| Sofia Boutella – A múmia mint Amaunet |                         |
| Laura Haddock – Transformers: Az utolsó lovag mint Viviane Wembly                                                                          |                         |
| Goldie Hawn – Ó, anyám! mint Linda Middleton                                                                                               |                         |
| Susan Sarandon – Rossz anyák karácsonya mint Isis Dunkler                                                                                  |                         |
| Legrosszabb filmes páros |                         |
| Bármely két ellenszenves emodzsi – Az Emoji-film                                                                                           |                         |
| Johnny Depp és az ő megkopott részeges rutinja – A Karib-tenger kalózai: Salazar bosszúja                                                  |                         |
| Két ember, két robot és két robbanás bármely kombinációja – Transformers: Az utolsó lovag                                                  |                         |
| Két karakter, két szexuális játék és két szexpóz bármely kombinációja – A sötét ötven árnyalata                                            |                         |
| Tyler Perry és a vacak régi ruhájának vagy kopott parókájának egyike – Boo 2! A Madea Halloween                                            |                         |
| Legrosszabb rendező |                         |
| Tony Leondis – Az Emoji-film |                         |
| Darren Aronofsky – anyám! |                         |
| Michael Bay – Transformers: Az utolsó lovag                                                                                                |                         |
| James Foley – A sötét ötven árnyalata |                         |
| Alex Kurtzman – A múmia |                         |
| Legrosszabb forgatókönyv |                         |
| Az Emoji-film – Tony Leondis, Eric Siegel és Mike White                                                                                    |                         |
| A múmia – David Koepp, Christopher McQuarrie, Dylan Kussman, Jon Spaihts, Alex Kurtzman és Jenny Lumet; A múmia sorozat licence alapján    |                         |
| A sötét ötven árnyalata – Niall Leonard; E. L. James A sötét ötven árnyalata című regénye alapján                                          |                         |
| Baywatch – Damian Shannon, Mark Swift, Jay Scherick, David Ronn, Thomas Lennon és Robert Ben Garant; a Baywatch televíziós sorozat alapján |                         |
| Transformers: Az utolsó lovag – Art Marcum, Matt Holloway, Ken Nolan és Akiva Goldsman; a Hasbro's Transformers akciófigurái alapján       |                         |
| „Razzie-jelölt, tehát rothadt, amúgy meg szerették”                                                                                        |                         |
| Baywatch |                         |
| Az Emoji-film |                         |
| A múmia |                         |
| A sötét ötven árnyalata |                         |
| Transformers: Az utolsó lovag |                         |
| Barry L. Bumstead-díj |                         |
| Bukós szakasz |                         |
| Arany Málna-megváltó díj |                         |
| „Egy Biztonságos Hollywood-Mennyország, ahol a tehetséget védik, táplálják és megfelelő kompenzációval hagyják virágozni.”                 |                         |

### A kategóriákban előforduló filmek
Az „Arany Málna-megváltó díj” kategória alkotásainak kivételével.

| Jelölés | Díj | Magyar cím                               | Eredeti cím                                      |
| ------- | --- | ---------------------------------------- | ------------------------------------------------ |
| 9       | 0   | Transformers: Az utolsó lovag            | Transformers: The Last Knight                    |
| 8       | 2   | A sötét ötven árnyalata                  | Fifty Shades Darker                              |
| 7       | 1   | A múmia                                  | The Mummy                                        |
| 4       | 4   | Az Emoji-film                            | The Emoji Movie                                  |
| 4       | 0   | Baywatch                                 | Baywatch                                         |
| 3       | 0   | A Karib-tenger kalózai: Salazar bosszúja | Pirates of the Caribbean: Dead Men Tell No Tales |
| 1       | 0   | A kör                                    | The Circle                                       |
| 3       | 1   | –––                                      | Boo 2! A Madea Halloween                         |
| 3       | 0   | anyám!                                   | Mother!                                          |
| 2       | 1   | Megjött apuci 2.                         | Daddy's Home 2                                   |
| 1       | 0   | Ó, anyám!                                | Snatched                                         |
| 1       | 0   | Öldöklő szerelem                         | Unforgettable                                    |
| 1       | 0   | Rossz anyák karácsonya                   | A Bad Moms Christmas                             |
| 1       | 0   | –––                                      | The Institute                                    |
| 1       | 0   | –––                                      | The Show                                         |
| 1       | 0   | Ütközés                                  | Collide                                          |